# Messier 55
Messier 55 (também conhecido como NGC 6809 ou M55) é um aglomerado globular localizado na constelação de Sagittarius a 17 300 anos-luz da Terra. Foi descoberto por Nicolas Louis de Lacaille em 1752. Possui um raio de 50 anos-luz e uma dimensão aparente de 19 minutos de arco.

## Descoberta e visualização

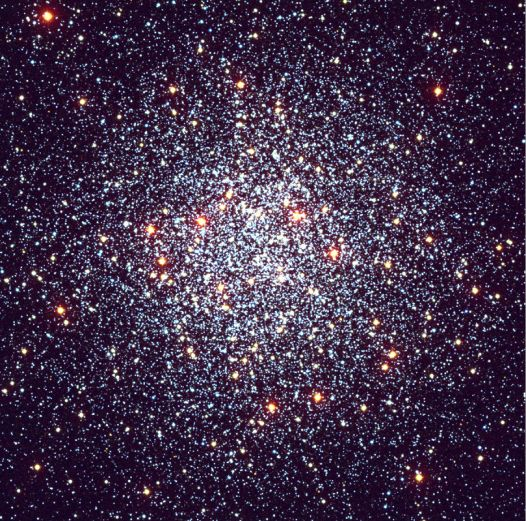
Messier 55, NASA

O aglomerado globular foi originalmente descoberto por Nicolas Louis de Lacaille em 16 de junho de 1752 enquanto observava o céu na África do Sul. Listou o objeto como a entrada Lac I.14 de seu catálogo. O astrônomo francês Charles Messier finalmente encontrou o objeto e o catalogou em 24 de julho de 1778, após ter visualizado-o em 1764 e perdido-o logo em seguida.

## Características
É um grande aglomerado globular na esfera celeste, com um diâmetro aparente de 19 minutos de grau. Por ser um aglomerado pouco denso, suas estrelas mais brilhantes podem ser resolvidas mesmo em binóculos 7 x 50, resolução fraca demais para outros aglomerados globulares.
Situando-se a uma distância de 17 500 anos-luz em relação à Terra, seu diâmetro real é de aproximadamente 100 anos-luz. Conhecem-se apenas 5 ou 6 estrelas variaveis pertencentes ao aglomerado. Sua magnitude aparente é 6,3, que corresponde a uma luminosidade cerca de 100 000 vezes a luminosidade solar.

## Galeria

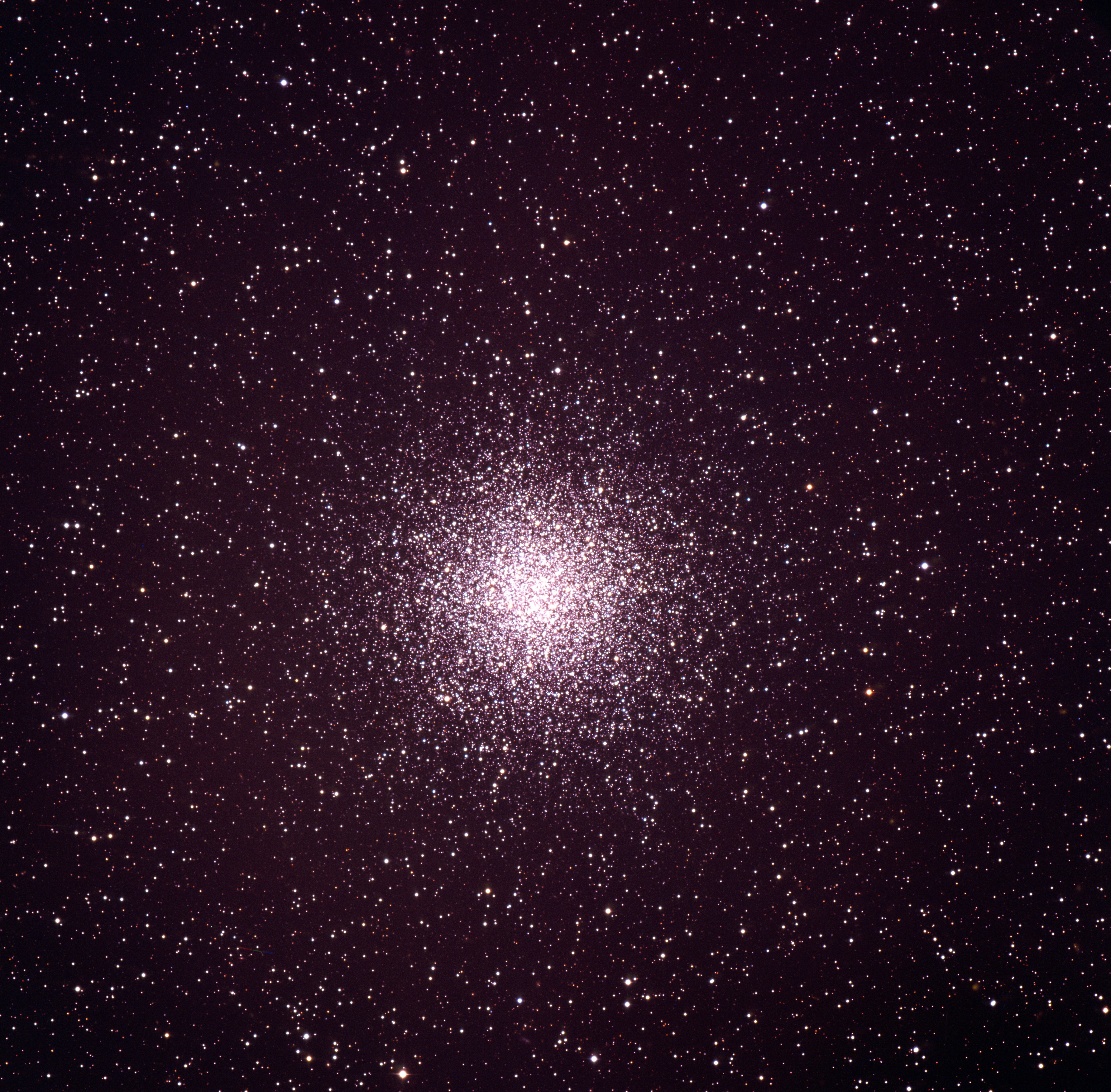
Messier 55, ESO
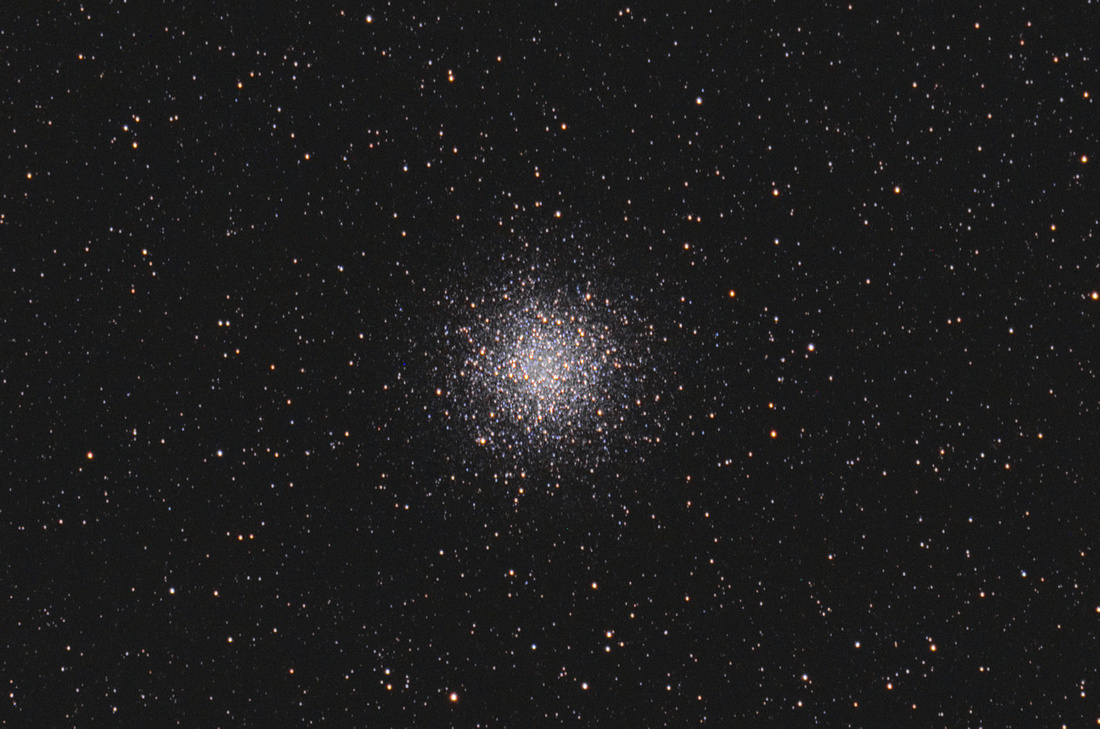
Messier 55, Hunter Wilson
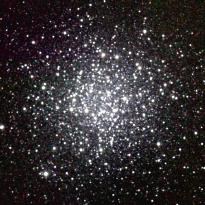
Messier 55, projeto 2MASS